# Lukáš Kubiš
Lukáš Kubiš (ur. 31 stycznia 2000 w Zwoleniu) – słowacki kolarz szosowy i torowy. Olimpijczyk.
Uprawiał również kolarstwo torowe, wielokrotnie zdobywając medale mistrzostw Słowacji.

## Osiągnięcia

### Kolarstwo szosowe
Opracowano na podstawie:

2017
- 2. miejsce w mistrzostwach Słowacji juniorów (jazda indywidualna na czas)

2018
- 2. miejsce w mistrzostwach Słowacji juniorów (jazda indywidualna na czas)

2019
- 3. miejsce w mistrzostwach Słowacji (jazda drużynowa na czas)

2020
- 1. miejsce w klasyfikacji młodzieżowej Tour of Szeklerland
- 1. miejsce w mistrzostwach Słowacji do lat 23 (start wspólny)
- 3. miejsce w mistrzostwach Słowacji (start wspólny)
- 2. miejsce w Grand Prix Chantal Biya
  - 1. miejsce w klasyfikacji młodzieżowej
  - 1. miejsce na 3. etapie

2021
- 2. miejsce w mistrzostwach Słowacji (jazda indywidualna na czas)
- 3. miejsce w mistrzostwach Słowacji (start wspólny)
- 1. miejsce w Grand Prix Chantal Biya
  - 1. miejsce w klasyfikacji młodzieżowej
  - 1. miejsce w klasyfikacji punktowej
  - 1. miejsce na 2. i 4. etapie

2022
- 2. miejsce w mistrzostwach Słowacji (start wspólny)
- 1. miejsce w mistrzostwach Słowacji do lat 23 (start wspólny)
- 2. miejsce w Grand Prix Chantal Biya

2023
- 1. miejsce w Grand Prix du Prince Héritier Moulay el Hassan
- 1. miejsce w Grand Prix du Trône
- 3. miejsce w mistrzostwach Słowacji (start wspólny)
- 3. miejsce w Gemenc GP
  - 1. miejsce na 2. etapie
- 3. miejsce w In the footsteps of the Romans

2024
- 1. miejsce w Kirschblütenrennen
- 1. miejsce w mistrzostwach Słowacji (jazda indywidualna na czas)
- 1. miejsce w mistrzostwach Słowacji (start wspólny)
- 1. miejsce w Visegrad 4 Bicycle Race Grand Prix Poland
- 2. miejsce w Turul Romaniei
  - 1. miejsce w klasyfikacji punktowej
  - 1. miejsce na 1. etapie
- 2. miejsce w Okolo Jižních Čech

2025
- 1. miejsce w Cholet Agglo Tour
- 2. miejsce w mistrzostwach Słowacji (jazda indywidualna na czas)
- 1. miejsce w mistrzostwach Słowacji (start wspólny)

## Rankingi

### Kolarstwo szosowe
| Rok             | 2019  | 2020 | 2021 | 2022 | 2023 | 2024 |
| --------------- | ----- | ---- | ---- | ---- | ---- | ---- |
| World Ranking   | 3101. | 249. | 263. | 392. | 311. | 236. |
| UCI Europe Tour | 1906. | 205. | 224. | 316. | -    | -    |
|                 |       |      |      |      |      |      |
| Źródło: UCI     |       |      |      |      |      |      |